# بيركس

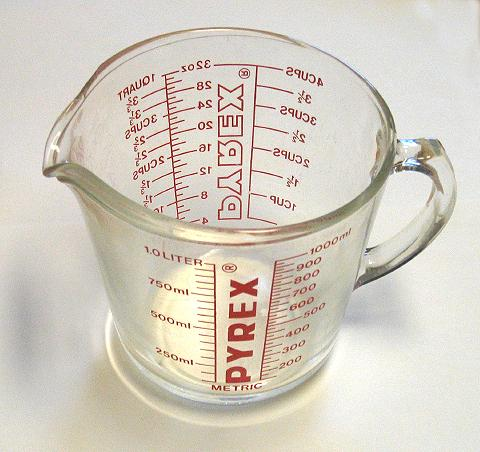
إناء مصنوع من ماركة بيركس

بيركس عبارة عن ماركة لنوع من أنواع الزجاج المقسّى، والذي له العلامة التجارية PYREX، والتي هي ملك لشركة كورنينغ Corning Incorporated الأمريكية. يستخدم البيركس في صنع أدوات المطبخ، وفي صنع زجاجيات المختبر.
بدأت الشركة بتسويق بيركس منذ سنة 1915 وذلك من زجاج البوروسيليكات، لكنها الآن لا تنتج أو تسوق البيركس المصنوع من هذا النوع في الزجاج في الولايات المتحدة، حيث أنها أعطت الترخيص لشركات عدة لتقوم بالإنتاج. بالإضافة إلى ذلك، فإن شركة وورلد كيتشن World Kitchen, LLC، والتي انفصلت عن كورنينغ سنة 1998، حصلت على ترخيص بنسويق منتجات للمطبخ، رغم أنها مصنوعة من زجاج صودا-كلس المقسّى.

## التاريخ
كان العالم الألماني أوتو شوت أول من صنع زجاج البوروسيليكات سنة 1893، والذي أسس شركة شوت Schott AG، وسوق المنتجات تحت اسم «دوران Duran»، وذلك قبل 22 سنة من إنتاج بيركس من كورنينغ.
في سنة 1908، قام يوجين سوليفان Eugene Sullivan بالتعرف على زجاج البوروسيليكات أثناء دراسته في ألمانيا، ثم أصبح مديراً للتطوير في شركة كورنينغ، وقام بتصنيع زجاج بوروسيليكات وأسماه «نونيكس Nonex» وكان استخدامه في مصابيح الإضاءة. بعد ذلك قام Jesse Littleton باستخدام هذا النوع من الزجاج في صنع أدوات المطبخ، بعد إجراء تعديل في التركيب وسوقته شركة كورنينغ تحت اسم بيركس.